# Rue Labie
La rue Labie est une voie du 17e arrondissement de Paris, en France.

## Situation et accès
La rue Labie est une voie publique située dans le 17e arrondissement de Paris. Elle débute au 79, avenue des Ternes et se termine au 44, rue Brunel.

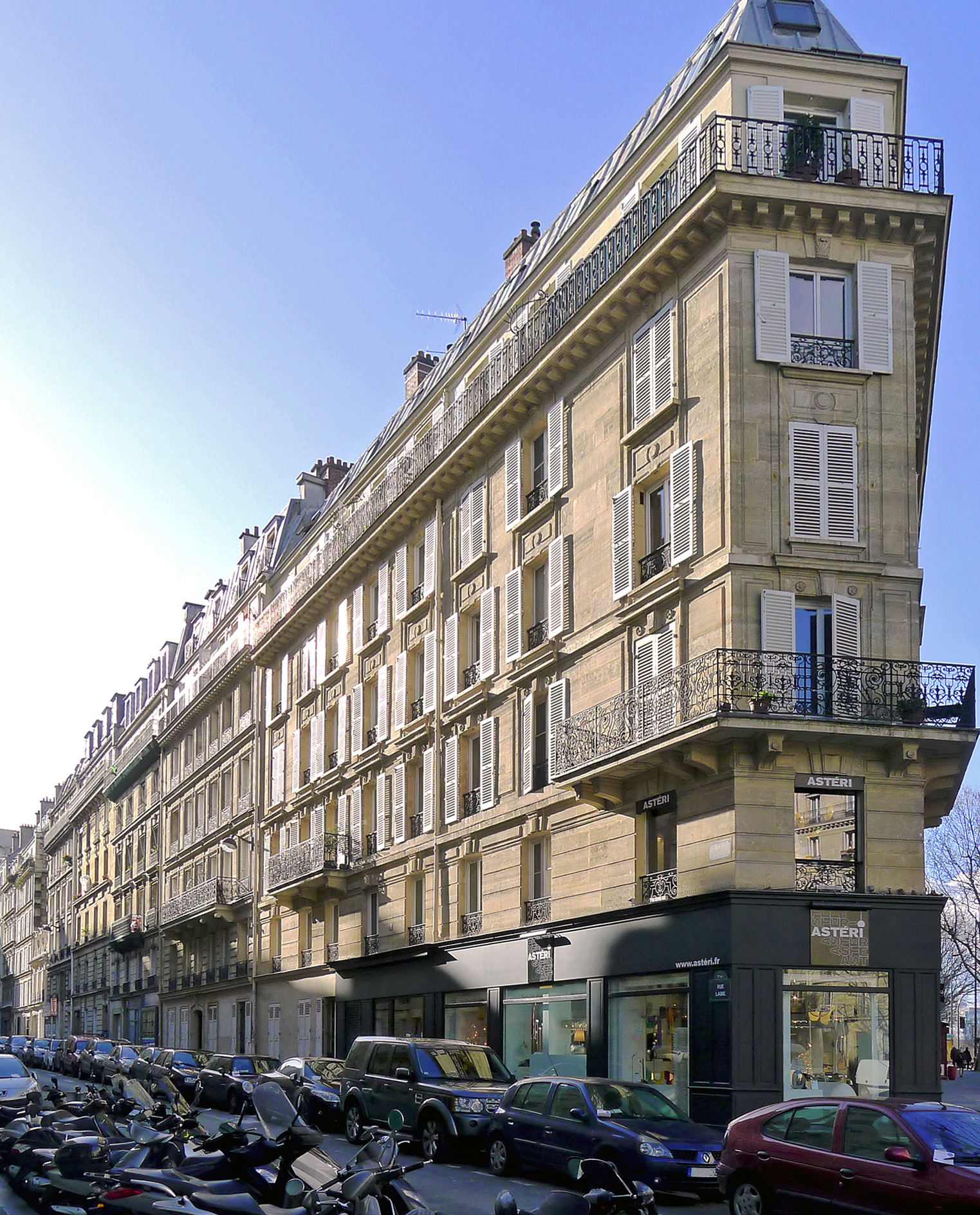
Immeuble d'angle avec l'avenue des Ternes.

## Origine du nom
Cette voie rend hommage à Jean Labie (1790-1851), notaire, homme politique et chevalier de la Légion d'honneur.
Né le 3 décembre 1790 à Brantôme (Dordogne) et mort le 30 juin 1851 à son domicile du 42 avenue des Ternes dans le quartier des Ternes, alors encore situé sur la commune de Neuilly, homme d'affaires avisé et ami de Louis-Philippe, il était le propriétaire des terrains sur lesquels la voie a été ouverte.
Notaire et ami de la famille Baudelaire qui possédait des terrains au hameau des Ternes sur la commune de Neuilly depuis 1807, il fut chargé de la succession de François Baudelaire en 1827.
Il fut également conseiller municipal, puis maire de la commune de Neuilly de 1832 à 1843.

## Historique

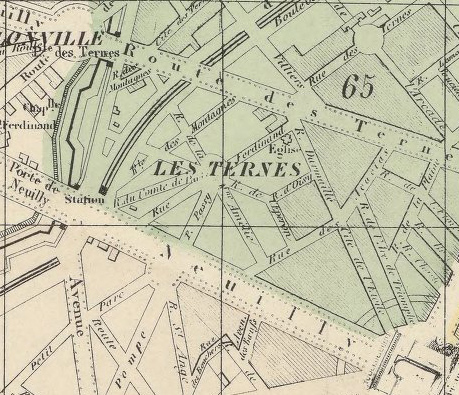
Extrait du Grand Plan de Paris illustré de 1861.

Située en limite du nouveau quartier dénommé Ferdinanville, fondé par des promoteurs, peu après la mise en service de la nouvelle église des Ternes en 1847, cette rue est classée dans la voirie de la commune de Neuilly par arrêté du 1er juillet 1856.
Bien que plate, elle s’appela un temps « route des Montagnes » car, comme la rue Belidor voisine, elle conduisait aux montagnes russes qui se situaient de l'autre côté de l'avenue des Ternes et qui furent installées dès 1816 dans l'ancien parc du château des Ternes.
Elle est classée dans la voirie parisienne par arrêté du 23 mai 1863.

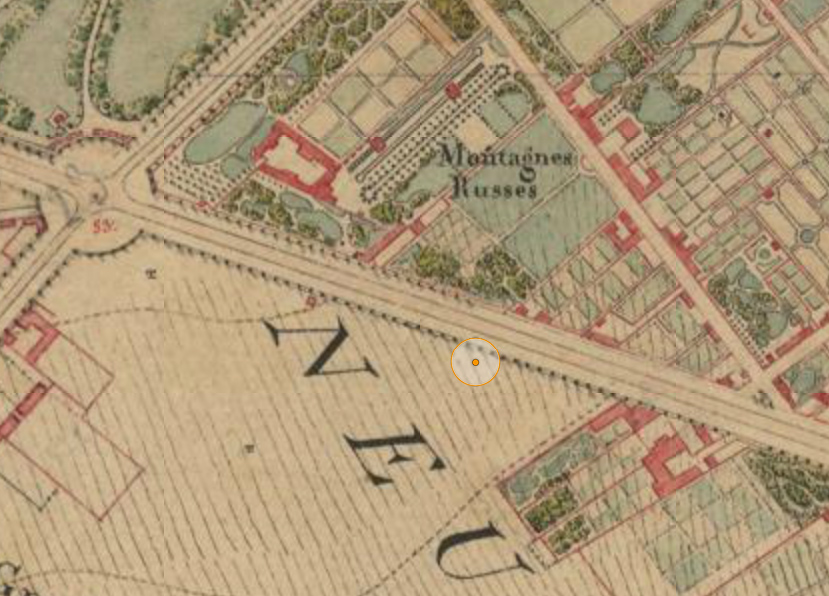
Avenue des Ternes, montagnes russes (IGN 1818).

## Bâtiments remarquables et lieux de mémoire
- Le journaliste et écrivain Xavier de Hauteclocque y mourut, après avoir été empoisonné par les nazis, le 3 avril 1935. Il était le cousin germain du maréchal Philippe Leclerc de Hauteclocque.
- Au no 7, très bel exemple d'Art nouveau[2], dû à l'architecte Bernard, qui a placé en façade deux avancées couronnées de consoles et soutenues par des atlantes. Les appuis en fonte font alterner les décors de [Quoi ?] et de feuilles de marronniers. Dans cet immeuble vécut la résistante Colette Heilbronner.

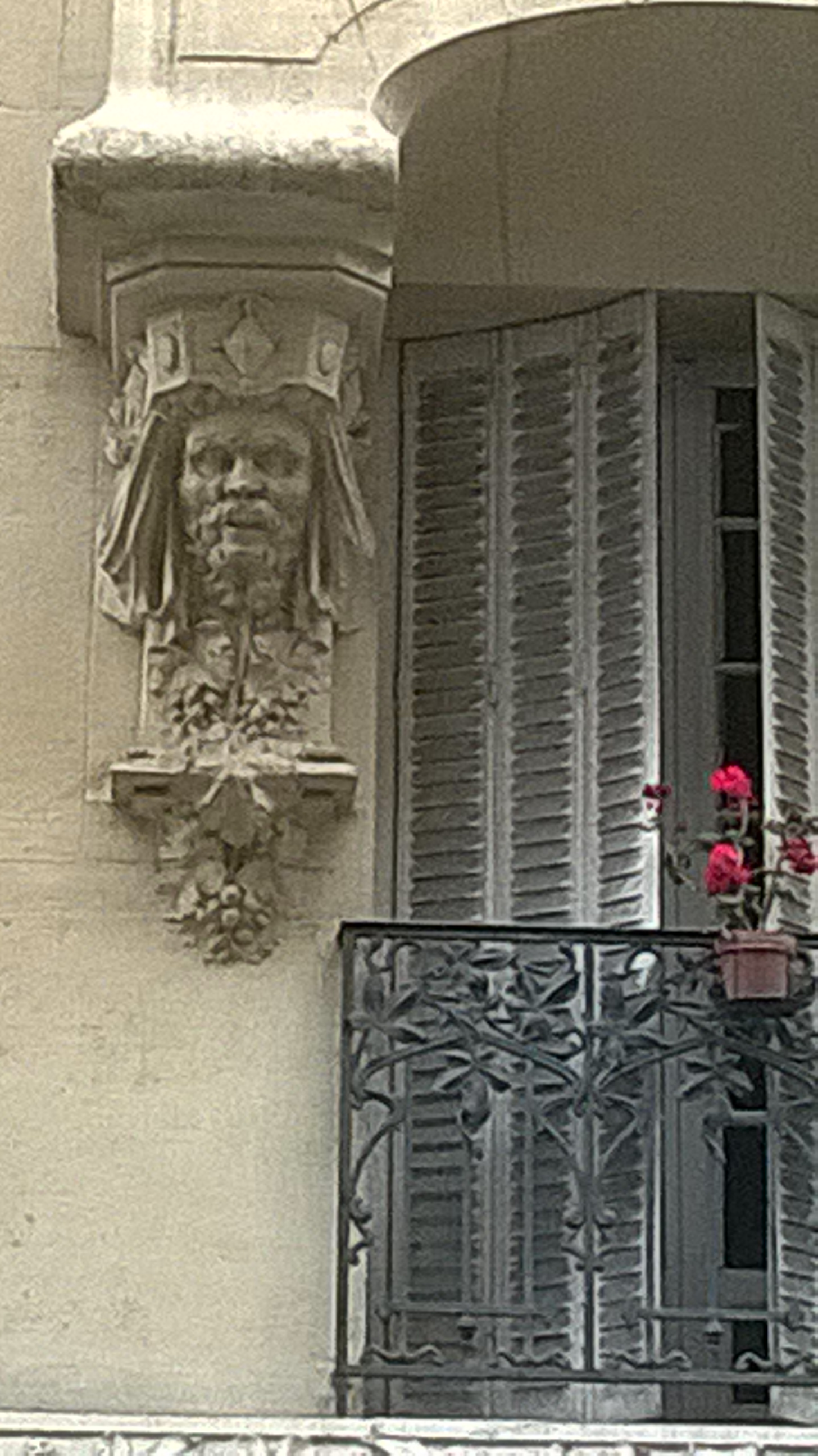
Atlante du no 7.

- Le no 11 constitue le square Gaston-Bertandeau et, par la trouée du 9 bis, on observera son étonnante façade arrière, toute en passerelles et grilles métalliques.

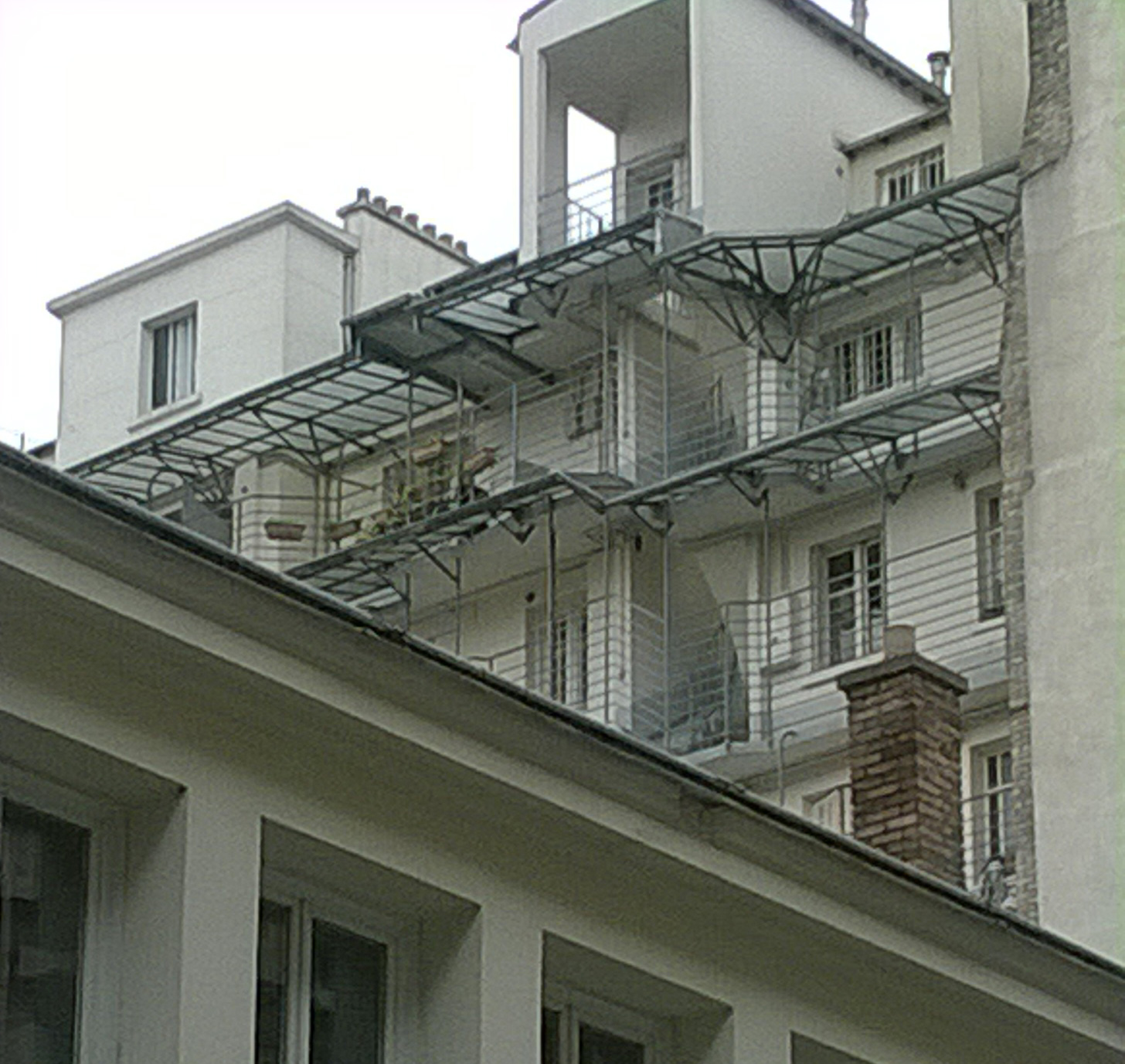
Passerelles du no 11.

- Au no 13, formant le coin avec la rue Brunel, un immeuble de Gaudibert et Jumelle, construit en 1926, est agrémenté, au cinquième, d'une amusante frise féline et d'un décor floral typique des années trente, relativement rare dans ce quartier. Cet immeuble était un ancien hôtel de luxe avant 1940, l'hôtel Rovaro dont le nom figure sur l'immeuble à l'angle des rues Labie et Brunel. Particularité : cet immeuble a été réquisitionné et servait de résidence pour les officiers de la Kriegsmarine durant l'occupation allemande.
- Le no 11 servait d'annexe à l'hôtel, tous les appartements étaient des suites avec le rez-de-chaussée servant d'office pour distribuer repas et petits déjeuners avec un système de monte-plats par l'arrière de l'immeuble.

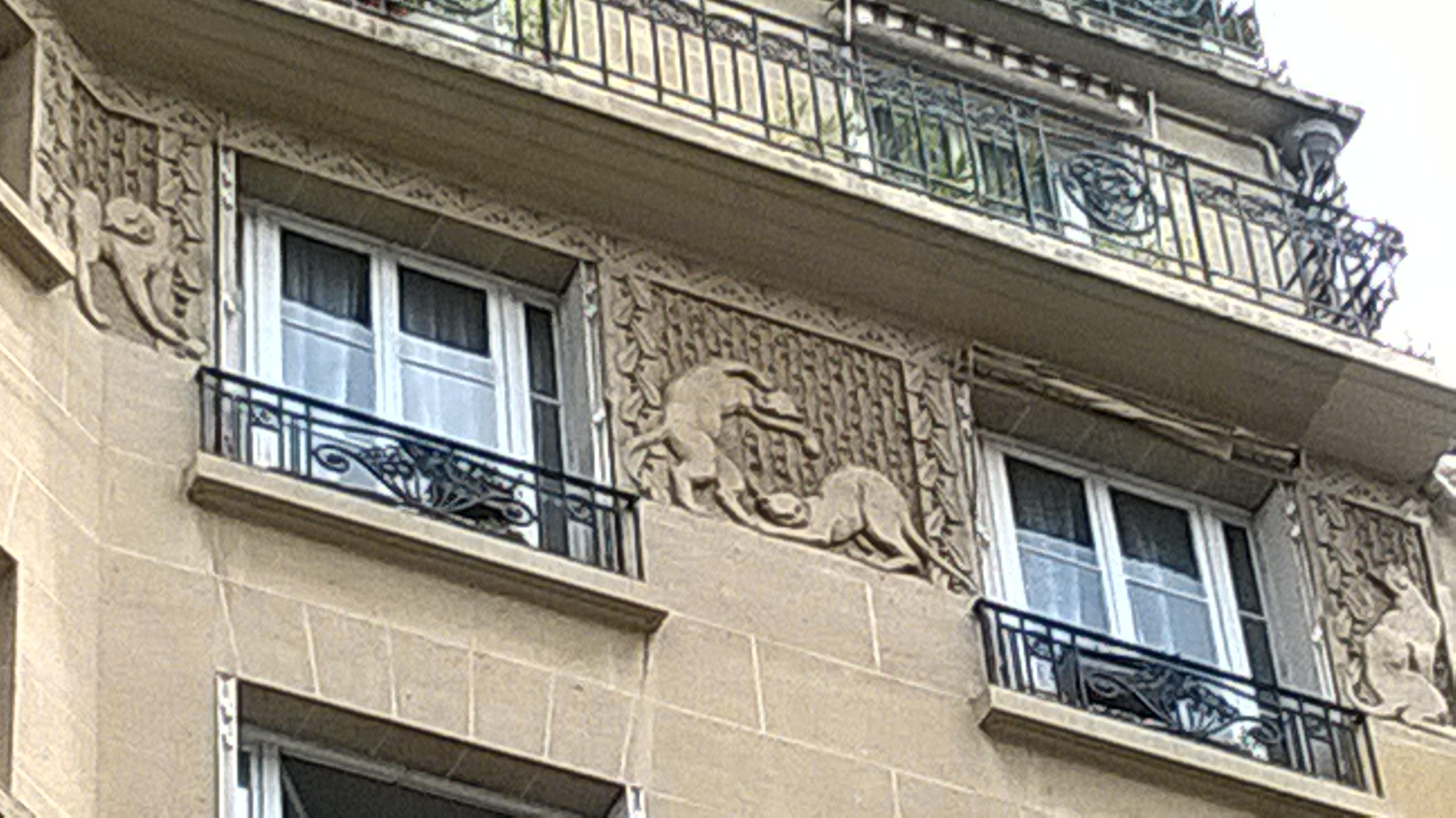
Félins du no 13.